# Healey 1000/4
Die Healey 1000/4 ist ein britisches Motorrad, das zwischen 1971 und 1977 von Healey Brothers gebaut wurde. Die Healey war mit einem weiterentwickelten Ariel Vierzylindermotor mit 1000 cm³ ausgestattet. Zwar war sie kostengünstiger als eine vergleichbare Honda Gold Wing, aber es wurden nur 28 Stück gebaut.

## Entwicklung
Edward Turner entwickelte 1928 den trockensumpfgeschmierten Ariel-Vierzylindermotor. Der Motor ist ein quer zur Fahrtrichtung eingebauter U4-Motor mit zwei Zylinderbänken und zwei Kurbelwellen. Beide Kurbelwellen sind über geradeverzahnte Stirnräder miteinander verbunden. Der Hubversatz beträgt 180 °KW, sodass die diagonal gegenüberliegenden Kolben gleichzeitig den oberen Totpunkt erreichen.
Die Brüder George und Tim Healey waren Fans dieser Motorbauart. Sie verbesserten den 1000-cm³-Motor in den 1960er-Jahren für den Renneinsatz. Sie steigerten die Leistung und bauten ein Motorrad mit Kompressoraufladung, was die Leistung verdoppelte.
Als Ariel die Produktion des Square Four beendete, erwarben die Healey-Brüder ein umfangreiches Sortiment an Ersatzteilen. 1971 startete die Produktion der Healey 1000/4 in einer kleinen Werkstatt in der Bartlett Road in Redditch, ganz in der Nähe zur alten Royal-Enfield-Fabrik.
Die gesamte Belegschaft bestand lediglich aus den beiden Healey-Brüdern, dem Mechaniker Paul Mayhew und einem Sekretär. Der 1000-cm³-Square-Four-Motor war technisch veraltet, doch das Ziel war es, diesen Motor für mehr Leistung zu verbessern und ihn in einen modernen Motorradrahmen einzubauen. Die Prototypen hatten Telegabeln und ein Stahlbrückenrahmen, der auch den Öltank enthielt. Die Healey-Brüder verbesserten zudem die Motorschmierung, indem sie einen Ölkühler, eine verbesserte Ölpumpe und einen größeren Ölfilter einbauten. Durch die Verwendung spezieller Kurbelwellen und mit einem Verdichtungsverhältnis von 7,5 : 1 wurde die Leistung wurde von 45 auf 52 bhp gesteigert.
Die Healey 1000/4 erhielt positive Rezensionen, als sie erstmals 1971 auf der Earls Court Motorcycle Show vorgestellt wurde. Eine Reihe von Egli-typischen Rahmen wurden daraufhin in der Werkstatt an der Bartleet Road produziert.
Die Fahrzeugmasse ist mit 355 lb (161 kg) angegeben.
In den frühen 1970er-Jahren kämpften die etablierten britischen Motorradhersteller, wie BSA, ums wirtschaftliche Überleben. Auch die Healey 1000/4 konnte nicht mit den neuen japanischen Superbikes, wie der Honda CB 750 konkurrieren, weil diese schneller und billiger waren. Tim Healey wurde später zu einem Tuning-Spezialisten, der mit Laverda arbeitete. Sein Bruder George machte weiter, doch die Werkstatt musste 1977 schließen, nachdem 28 komplette Motorräder und Umrüstsätze fertig gestellt wurden. Die erhaltenen Healeys sind bei Enthusiasten sehr gefragt.

## Technische Daten
| Kenngröße             | Daten                                    |
| --------------------- | ---------------------------------------- |
| Produktionszeitraum   | 1971 bis 1977                            |
| Motor                 | U4-Viertaktmotor mit OHV-Ventilsteuerung |
| Hubraum               | 997 cm³                                  |
| Bohrung × Hub         | 65 × 75 mm                               |
| Höchstgeschwindigkeit | 193 km/h (120 mi/h)                      |
| Leistung              | 52 bhp (39 kW) bei 6.000/min             |
| Getriebe              | Vierganggetriebe                         |
| Antrieb               | Kette                                    |
| Bremsen vorn          | Scheibenbremse oder Trommelbremse        |
| Bremsen hinten        | Trommelbremse                            |
| Leergewicht trocken   | 355 lb (161 kg)                          |